# Аржеміро
Аржеміро Пінейро да Сілва, або просто Аржеміро (порт. Argemiro Pinheiro da Silva; 2 липня 1915, Рібейран-Прету — 4 липня 1975, там само) — бразильський футболіст, що грав на позиції півзахисника, зокрема, за клуб «Васко да Гама», а також національну збірну Бразилії.
Переможець Ліги Каріока.

## Клубна кар'єра
У футболі дебютував 1931 року виступами за команду «Ріо-Прето», в якій провів чотири сезони.
Протягом 1935—1938 років захищав кольори клубу «Португеза Сантіста».
1938 року перейшов до «Васко да Гама», за який відіграв 7 сезонів. Завершив професійну кар'єру футболіста виступами за команду «Васко да Гама» у 1945 році.

## Виступи за збірну
1938 року дебютував в офіційних матчах у складі національної збірної Бразилії. Протягом кар'єри у національній команді, яка тривала 5 років, провів у її формі 11 матчів.
У складі збірної був учасником чемпіонату світу 1938 року у Франції, на якому команда здобула бронзові нагороди. Зіграв в одному матчі — проти Чехословаччини (2-1).
Брав участь у Чемпіонаті Південної Америки 1942 року в Уругваї, на якому команда здобула бронзові нагороди.
Помер 4 липня 1975 року на 61-му році життя.

## Титули і досягнення
- Переможець Ліги Каріока (1):

«Васко да Гама»: 1945
- Бронзовий призер чемпіонату світу: 1938
- Бронзовий призер Чемпіонату Південної Америки: 1942